# Romina González
Romina González (ur. 20 marca 1984) – argentyńska zapaśniczka walcząca w stylu wolnym. Zajęła 22 miejsce na mistrzostwach świata w 2009. Brązowa medalistka mistrzostw panamerykańskich w 2009, a także mistrzostw Ameryki Południowej w 2011 roku.